# Teufelsmühle (Zittauer Gebirge)

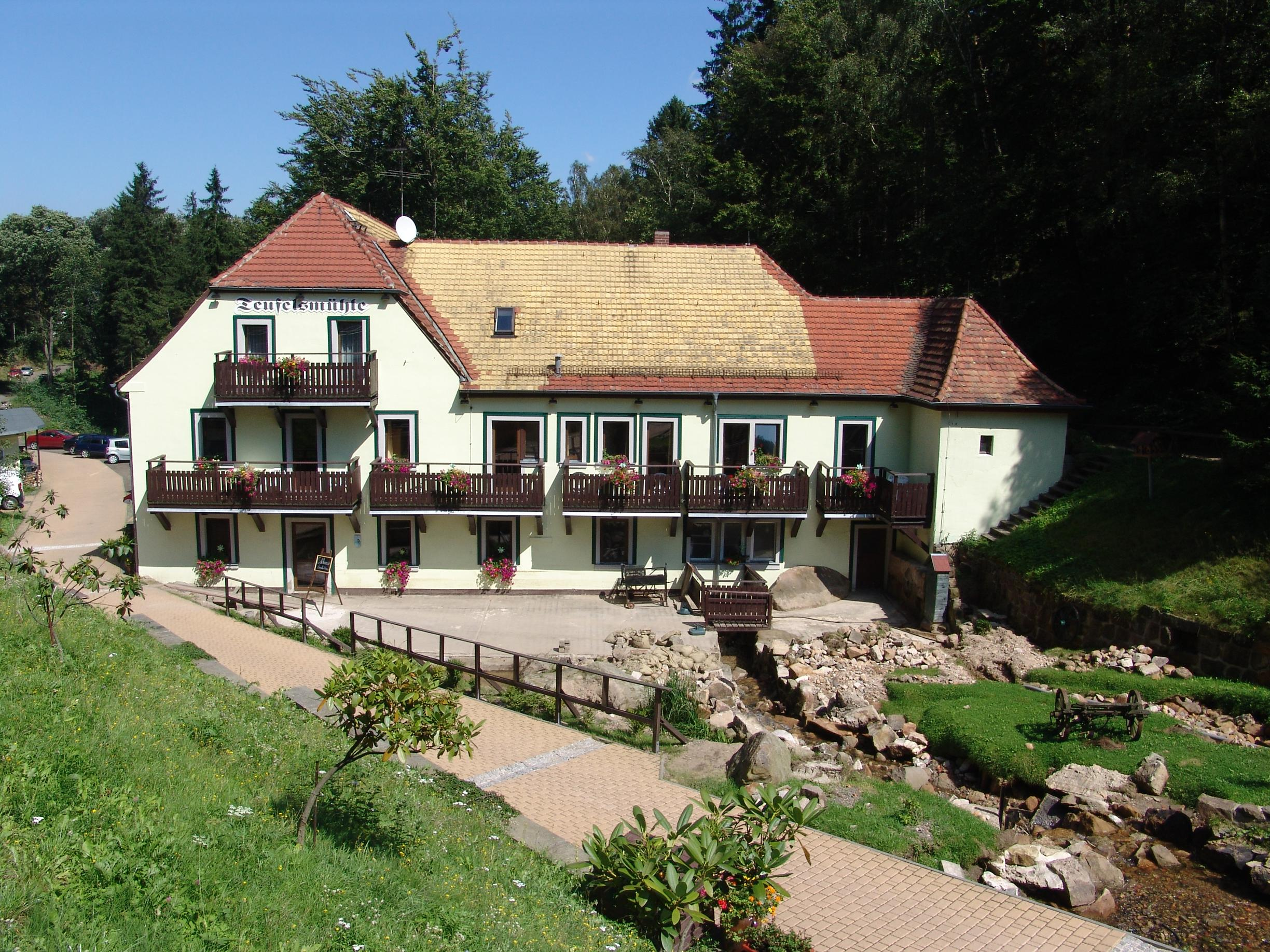
Teufelsmühle 2010 in Oybin

Die Teufelsmühle ist eine ehemalige Sägemühle im Goldbachtal in Oybin (Zittauer Gebirge).
Sie befindet sich am gleichnamigen Haltepunkt der Zittauer Schmalspurbahn von Zittau nach Oybin. Bis 1834 hieß die Mühle „Einsiedelmühle“. Der ebenfalls gebräuchliche Name Schurfmühle sowie der alte Name Schurf für Niederoybin sollen auf Bergbau hinweisen.
Der Sage nach wurde hier ein Mönch vom Teufel geholt, woraus der Name Teufelsmühle resultiert.

## Geschichte

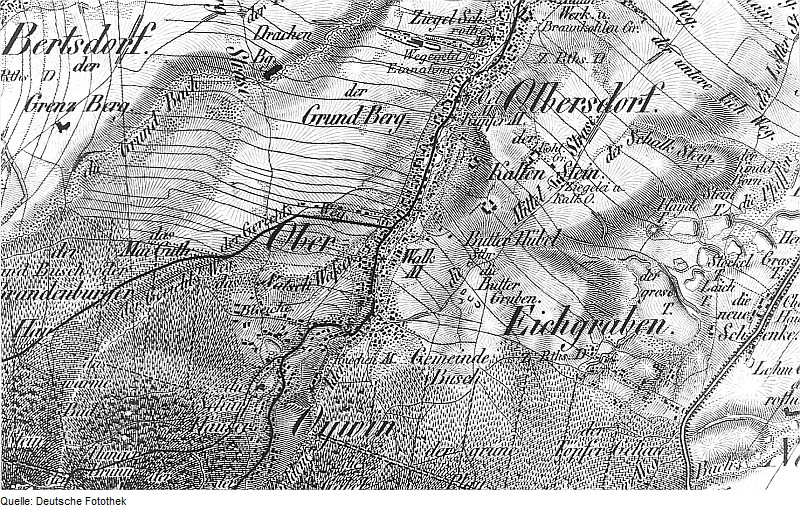
Karte von Oberreit um 1845

Nachweisbar stammt die Mühle aus der Zeit der Cölestiner (ca. 1500), damit soll sie die älteste in Oybin sein. 1574 wurde die Sägemühle, die Teil eines Gebäudekomplexes war, in eine Mahlmühle umgewandelt. Am 18. Mai 1665 besuchte Kurfürst Johann Georg II. von Sachsen den Ort. Nach dem Brand des Hauptgebäudes 1848 wurde nach dem Wiederaufbau darin zeitweise unter anderem eine Spinnerei untergebracht. Nach 1956 war das Gebäude ein Ferienheim des VEB Kirow-Werk Leipzig.
Das nahegelegene Knappenhaus, in dem früher die Mühlknappen lebten, musste beim Bau der Eisenbahnstrecke 1890 abgerissen werden. Heute ist die Teufelsmühle ein Restaurant und Hotel.

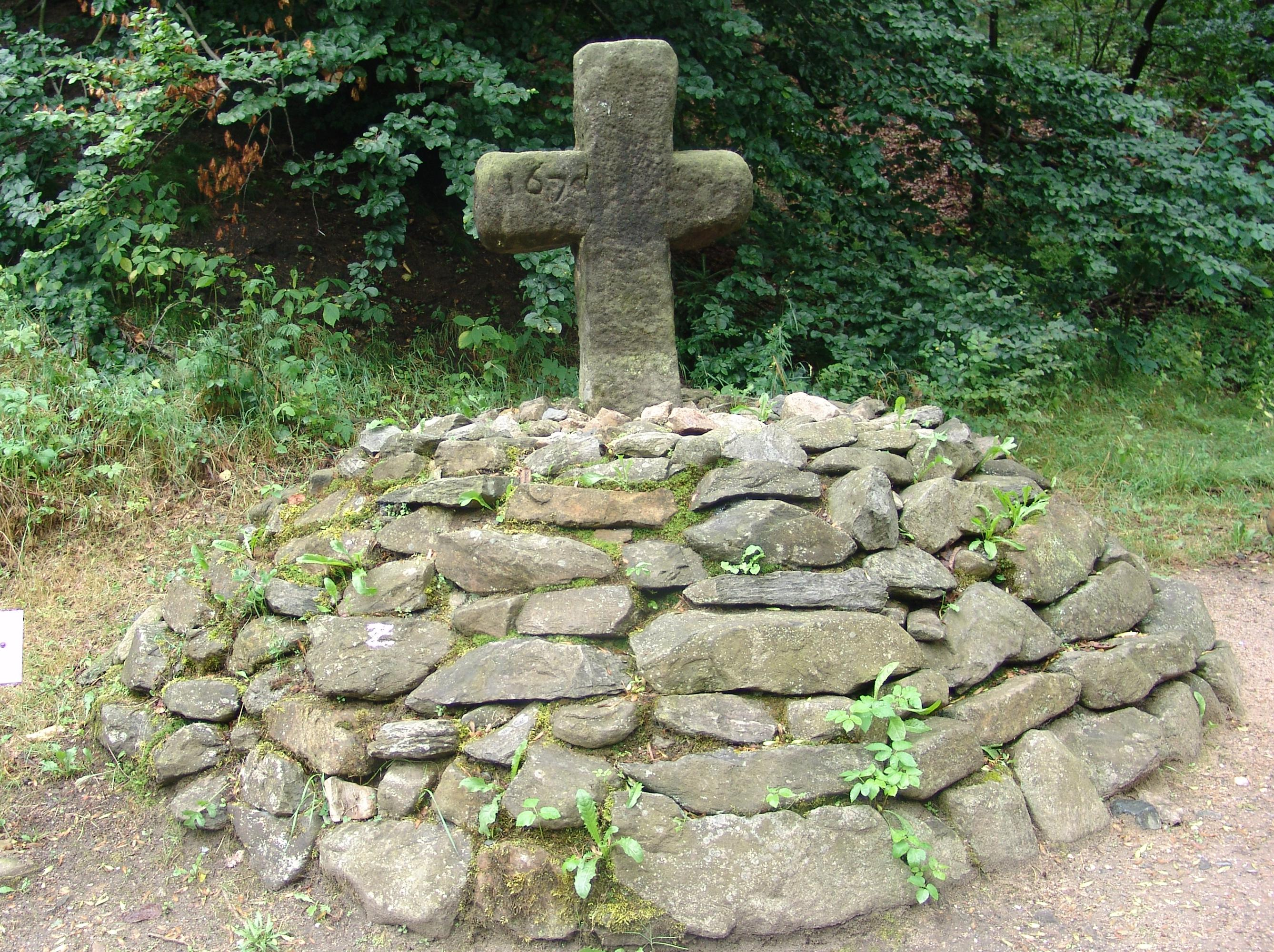
Sühnekreuz von 1670 an der Teufelsmühle in Oybin

Unmittelbar an der Teufelsmühle befindet sich ein Sühnekreuz von 1670. Es befand sich ursprünglich an der Fahrstraße nach Zittau gegenüber dem Haus Einsiedel. Nach einer Sage soll an dieser Stelle während der Reformationszeit der letzte Eremit erschlagen worden sein.

## Geologie
Nahe der Teufelsmühle verläuft die Lausitzer Verwerfung. Eine Bohrung für die Zittauer Wasserversorgung förderte unter einer 4 Meter mächtigen Schicht aus Sandsteinen, Basaltgeröllen sowie Schiefer bis 50 Meter Tiefe dunkelgraugrünen Phyllit mit viel Kalkspat und Quarz zum Vorschein. Diese Gesteine und Minerale gehören zu einer emporgeschleppten Folge altpaläozoischer Gesteine, welche vor allem im Gebiet des Jeschken (Ještěd) ansteht. Das Tiefengestein wird nach der Literatur (siehe Werte unserer Heimat) vorläufig dem Rumburger Granit zugeordnet, da eine genauere Datierung danach noch nicht erfolgen konnte.